# Альбрехт III (герцог Баварии)
А́льбрехт III Благочести́вый (нем. Albrecht III, der Fromme; 27 марта 1401, Мюнхен — 29 февраля 1460, Мюнхен) — герцог Баварии-Мюнхена с 1438 года, из рода Виттельсбахов, основатель Андексского аббатства.

## Биография
Молодым человеком Альбрехт участвует в Баварской войне и в решающей битве при Аллинге, в которой его отец герцог Эрнст спас Альбрехту жизнь.
В 1433—1435 годах Альбрехт занимает должность управляющего делами герцога и находится преимущественно в Штраубинге. Узнав, что Альбрехт влюблён и открыто живёт с девицей Агнес Бернауэр, дочерью банщика из Аугсбурга, и видя в этой связи опасность для династии, герцог Эрнст приказал арестовать девушку и 12 октября 1435 года утопить её в Дунае близ Штраубинга (в то время, пока Альбрехт был на охоте со своим родственником, Генрихом XVI, герцогом баварско-ландсхутским). Узнав о случившемся, Альбрехт заключает с Людвигом VIII, герцогом баварско-ингольштадтским, военный союз против своего отца.
После примирения с герцогом Эрнстом, Альбрехт в ноябре 1436 года женится на герцогине Анне фон Брауншвейг, дочери Эриха Брауншвейг-Грубенхаген-Айнбекского; в этом браке родилось 10 детей.
В 1438 году, после смерти отца, Альбрехт III становится герцогом Баварии-Мюнхена. В 1440 году он отклоняет предложение стать королём Чехии.
В 1431—1440 годах Альбрехт на месте полуразрушенного замка XII века, принадлежавшего когда-то Герцогам Андексам, строит знаменитый замок Блютенбург в Менцинге на Цветочной Горе «Plüdenberg» — острове, омываемом рекой Вюрм, на котором, как установили археологи, около 4000 лет назад существовало поселение индоевропейцев-протокельтов Siedlung Blutenburg.
В 1442 году Альбрехт III якобы проводил жёсткую национальную политику, однако эти данные основаны на более поздних высказываниях некоторых политиков XV—XVI веков, например, на письме кардинала Николая Кузанского от 1451 года и на зафиксированном в 1553 году утверждении Альбрехта V, сильно подверженого влиянию своих советников и родившегося спустя более полувека после смерти Альбрехта III. Похоже на то, что никаких подписанных герцогом Альбрехтом III указов по этому поводу не сохранилось, и все подобные сведения могут оказаться просто издержками политической борьбы.
В 1444—1445 годах вёл ожесточённую борьбу с отрядами рыцарей-грабителей по всему своему герцогству. После пресечения рода Виттельсбахов в герцогстве Бавария-Ингольштадт Альбрехт III согласился с передачей этого герцогства Генриху XVI, герцогу Бавария-Ландсхут.
Альбрехт III был покровителем искусств и очень религиозным человеком. Похоронен в основанном им в 1455 году бенедиктинском монастыре в Андексе (Андексском аббатстве).

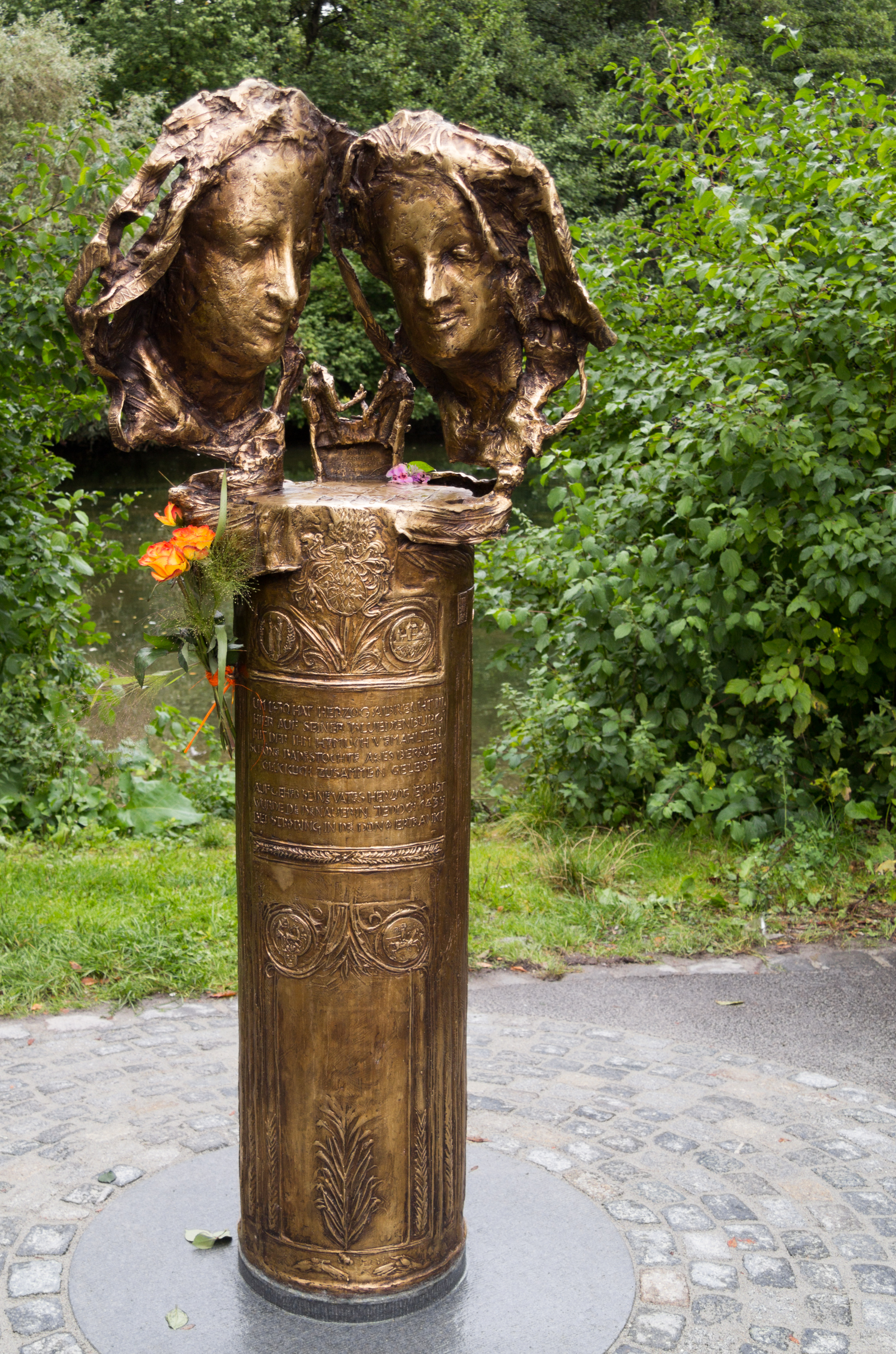
Памятник Любви (Agnes Bernauer Stele)

## Увековечивание памяти герцога Баварии Альбрехта III Виттельсбаха
В сентябре 2013 года возле замка Блютенбург напротив главного входа на пожертвования семьи Хаймбюхлеров (Ursula und Fritz Heimbüchler) был установлен памятник, напоминающий о трагических событиях в судьбах Альбрехта III и его первой супруги Агнес Бернауэр. Автор, скульптор Йозеф Михаэль Нойштифтер, дал ему название «Памятник Любви» (Joseph Michael Neustifter: «Ein Denkmal für die Liebe»). В связи с 1200-летним юбилеем мюнхенских районов Оберменцинг / Унтерменцинг (быв. Менцинг) в 2017 году рядом с замком Блютенбург на сцене, принадлежащей Храму «Страсти Христовы» (Leiden Christi), состоялась премьера музыкального спектакля «Агнес или Тайна Замка Блютенбург», в котором представлена фантастическая версия судьбы Агнес Бернауэр.

## Брак и дети
6 ноября 1436 года в Мюнхене Альбрехт женился на Анне (1414—1474), дочери герцога Эриха I Брауншвейг-Грубенхаген-Айнбекского и его супруги Елизаветы Брауншвейг-Гёттингенской. В браке родились:
- Иоганн IV (герцог Баварии) (1437—1463), герцог Баварии-Мюнхен в 1460—1463 гг.;
- Эрнст (1438—1460);
- Сигизмунд (1439—1501), герцог Баварии-Мюнхен в 1460—1467 гг., Баварии-Дахау в 1467—1501 гг.;
- Альбрехт (1440—1445);
- Маргарита (1442—1479), с 1463 г. супруга Федерико I Ганзаго (1441—1484), герцога Мантуи;
- Елизавета (1443—1484), с 1460 г. супруга Эрнста (1441—1486), курфюрста Саксонии;
- Альбрехт IV (1447—1508), герцог Баварии-Мюнхен в 1465—1503, герцог единой Баварии с 1503 года;
- Кристоф (1449—1493);
- Вольфганг (1451—1514);
- Барбара (1454—1472), монахиня в Мюнхене.